# Довірчий маркетинг
Довірчий маркетинг, також відомий як «дозвільний маркетинг», анг. «permission marketing», або «добровільний маркетинг», або «маркетинг співпраці» - це взаємодія між клієнтом та компанією, в яких клієнт добровільно дає згоду на те, щоб отримувати від компанії маркетингові пропозиції. Такий підхід набуває все більшої популярності серед інших різновидів цифрового маркетингу. Сет Годін вперше представив концепцію довірчого маркетингу у своїй книзі «Дозвільний маркетинг: як з незнайомця зробити друга і перетворити його на покупця». 

## Історія
Методи традиційного маркетингу часто передбачають втручання - чи то телевізійна реклама, яка перериває телепередачу, чи то інтернет-ролики, які заважають перегляду веб-сайту. Рекламний тиск усе зростав, унаслідок чого людина втомилася від нав'язливої реклами (ще відомої, як «вихідний маркетинг») і перестала на неї реагувати, тим самим знижуючи її ефективність. 
Вихідний маркетинг фактично змагається за увагу людей.   Сучасний світ масового маркетингу перенасичений рекламою, яка бореться за обмежений час і увагу потенційного клієнта.  Yankelovich, Inc повідомляє, що середньостатистичний споживач зіштовхується з 1 мільйоном рекламних оголошень на рік - це майже 3000 реклами щодня.   За такого перевантаження люди неминуче починають уникати та ігнорувати рекламу. Тож підходи традиційного маркетингу вимагають більших зусиль і витрат для досягнення бодай схожого результату.  
У 1999 році Годін помітив, що успішними кампаніями були ті, які прагнули заручитися згодою споживача. Відштовхуючись від своїх спостережень, Годін вважав, що довірчий маркетинг має бути: 
- очікуваним: люди будуть очікувати інформацію про цікаві послуги/продукт від компанії.
- персональним: рекламне оголошення безпосередньо стосується споживача;
- актуальним: клієнту транслюють важливу, потрібну та своєчасну пропозицію.

Зазначені елементи сформували поняття довірчого маркетингу, яке вперше набуло широкого вжитку в книзі Годіна «Дозвільний маркетинг: як з незнайомця зробити друга і перетворити його на покупця», опублікованій 6 травня 1999 року. 
1. ↑  Suresh, Sai. “Permission Marketing or Inbound Marketing.” 42souls, 8 Dec. 2022, https://42souls.com/what-is-digital-marketing/#pm [Архівовано 2023-03-20 у Wayback Machine.]
2. ↑  Godin, Seth. “Permission Marketing.” Turning Strangers Into Friends And Friends Into Customers, Simon and Schuster, 1999, https://doi.org/10.1604/9780684856360.
3. 1 2  Godin, S. (1999). Permission marketing. New York: Simon & Schuster.
4. ↑  Permission Marketing. Fast Company (амер.). 31 березня 1998. Процитовано 24 листопада 2017.
5. ↑  Teixeira, Thales S. (17 січня 2014). The Rising Cost of Consumer Attention: Why You Should Care, and What You Can Do About It.
6. ↑  Story, Louise (2007). Anywhere the Eye Can See, It's Likely to See an Ad. The New York Times (амер.). ISSN 0362-4331. Процитовано 24 листопада 2017.
7. ↑  Kilbourne, Jean (2000). Can't Buy My Love: How Advertising Changes the Way We Think and Feel. Simon and Schuster. с. 12. ISBN 0684866005.
8. ↑  Print vs. Digital: Where Should You Spend Your Ad Dollars? | OPEN Forum. www.americanexpress.com. Архів оригіналу за 1 грудня 2017. Процитовано 24 листопада 2017.
9. ↑  Forbes, (2014). Seth Godin's 'Permission Marketing' Turns 15. [online] Available at: https://www.forbes.com/sites/onmarketing/2014/04/30/seth-godins-permission-marketing-turns-15/ [Accessed 24 Oct. 2014].
10. ↑  Marketing, On. Seth Godin's 'Permission Marketing' Turns 15. Forbes (англ.). Процитовано 24 листопада 2017.